# Chavarriella psittacina
Chavarriella psittacina är en fjärilsart som beskrevs av Louis Beethoven Prout 1910. Chavarriella psittacina ingår i släktet Chavarriella och familjen mätare. Inga underarter finns listade i Catalogue of Life.